# أنطون أنسيلد
أنطون أنسيلد (بالألمانية: Anton Unseld)‏ هو لاعب كرة قدم ألماني، ولد في 4 يوليو 1894 في أولم في ألمانيا، وتوفي في 6 ديسمبر 1932. لعب مع شتوتغارت كيكرز.